# ミシン

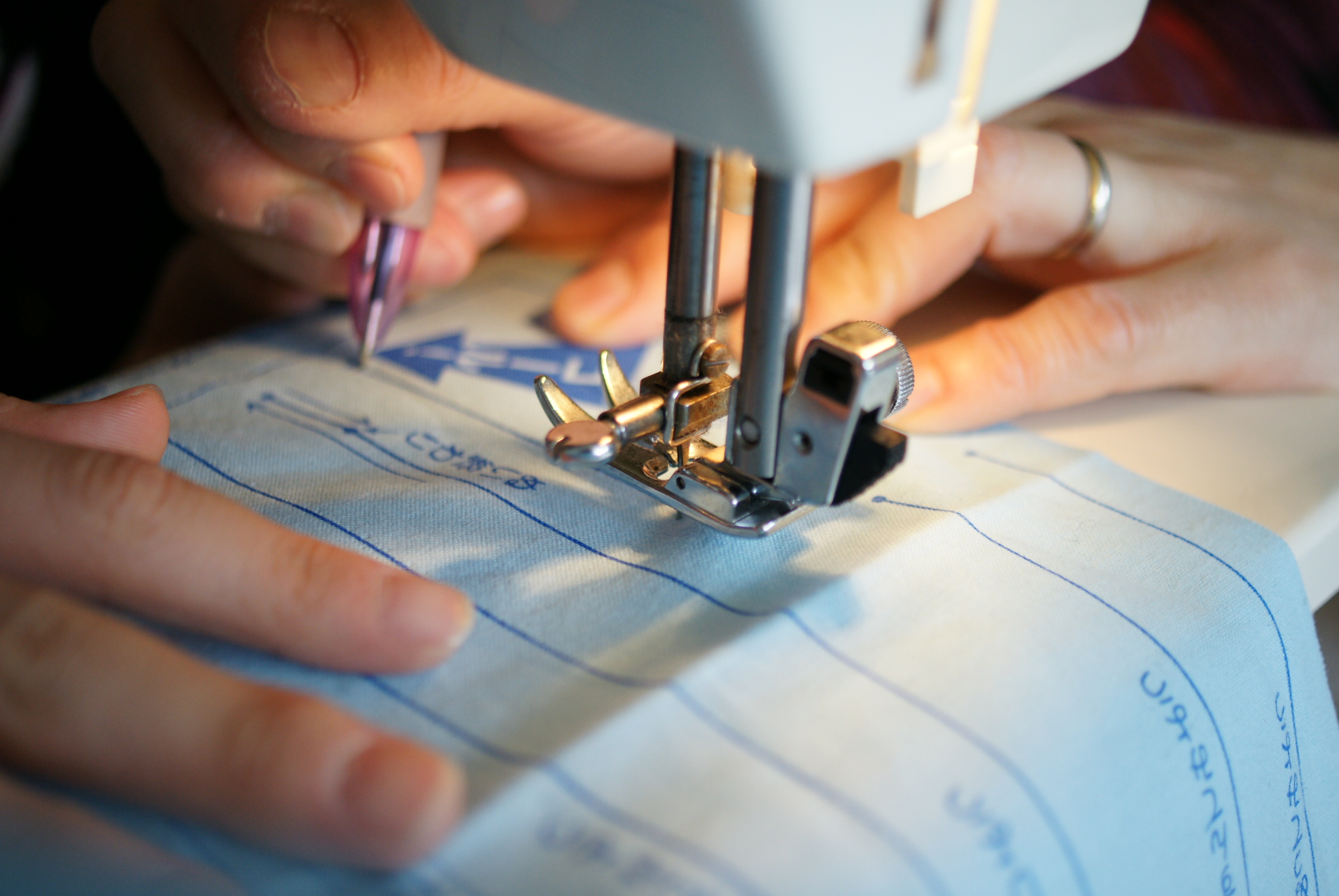
家庭用ミシンを使用する様子

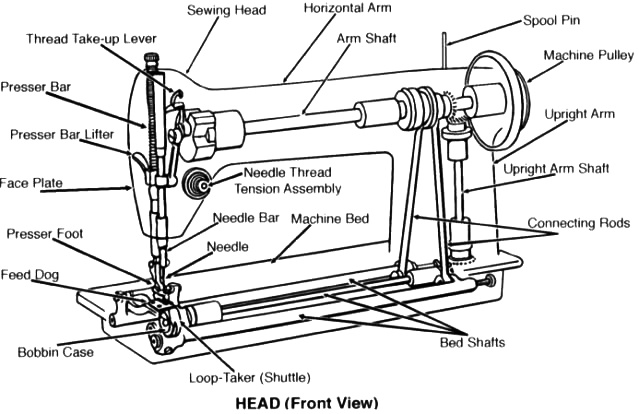
ミシンの分解図（英語）

ミシン（英語: sewing machine、ソーイング・マシン）は、織物・紙・革（かわ）などを縫い合わせる機械。

## 概要
ミシンは、「織物（布）、皮、紙などを糸で縫い合わせるのに用いられる機械」である。

### 原理
ミシン針は手縫い用の針と異なり、針の先端付近に針穴がある。まず針穴に糸（上糸）を通した状態で針が布を貫通する。次に針が布から抜かれるが、このとき針・糸間の摩擦力よりも糸・布間の摩擦力の方が大きいため、糸は布の下面にループの形で余った状態になる。このループに下糸等を通して上に抜けないようにすることで糸が抜けない縫い目が形成される。
代表的な縫い方式を示す。
- 本縫い
- 単環縫い
- 二重環縫い
- 縁かがり縫い
- 扁平縫い
- 安全縫い（インターロック）

本縫い

本縫いの糸の動き

本縫いは上糸のループに下糸をくぐらせる方式である。解けにくく強度に優れる。伸縮性は乏しい。
通常の家庭用ミシン（本縫い＆下送り）の場合、布の上から、穴のあいたミシン針の穴に通された糸（上糸）が、針ごと布を貫通する。布の下には別に下糸があり、貫通した際に2つの糸を交差させ、縫い目をつくる。ミシン針が上に戻った際に、布をわずかにずらし、再び布に針を刺す。この動作を機械により連続的に行うことにより、縫い目が作成される。各部品には釜、天秤、送り歯、など独特の名前が付けられている。
上糸が下糸の入ったボビンを回る必要があるため、連続して縫える量はボビンに格納できる下糸の量によって決まる。
単環縫い

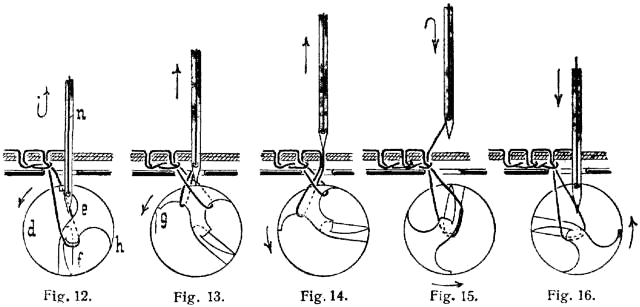
単環縫いの糸の動き

一本の針と一本の糸で縫う方式。糸が切れた場合に連続して解けやすい。
一つ前の縫い目のループの中に次の縫い目のループを通すことにより、糸の抜けを阻止する。
- 家庭用ミシンの針周辺のクローズアップ
- 布を前後に移動させる機構の動画。

### 呼称
日本語表記は、英語のsewing machine（ソーイング・マシン）の「machine」の音を示したものであり、「裁縫ミシン」の略が一般化した。「略訛」とも。
かつては弥針や縫機という漢字が当てられた。

## 分類
ミシン種類は多く、さまざまな分類法がある。
ひとつには、動力に焦点をあてて　人力ミシン / 電動ミシン　と分類する方法がある。
また、使用目的による分類もある。すなわち、布などを単に縫いあわせるためのごくありふれたミシンを単に「ミシン」と呼んでおいて、他の特定の使用目的のミシンを呼び分ける。たとえば、布の端を始末する（布の端を自動ハサミでカットしつつ布端を糸で抑え込むように縫い合わせる）ミシンはロックミシン、皮革も縫いあわせられるほど機構が丈夫でモーターのパワーも強いミシンをレザー用ミシン（レザークラフトミシン、皮革用ミシンなどとも）、ボタンつけ専用のボタン付けミシン、刺繍全般用の刺繍ミシン、文字（ネーム）の刺繍専用でコンピュータ制御で指定した文字を自動的に刺繍するネーム入れミシン、製靴（靴づくり）に使う製靴用ミシン、畳を縫う畳用ミシン、しるし付けに用いるしるし付け用ミシンなどがある。
他には、想定ユーザーによる分類もある。一般家庭の裁縫初心者や中級者などが使うための基本機能を備えたミシンを家庭用ミシンと呼ぶ。家庭用ミシンよりも性能が高くていわゆる「仕立屋」「縫製職人」「テーラー」などが職業的に縫製を行うためのミシンを職業用ミシンなどと呼び、さらに、アパレル工場（アパレル産業）などで使うための特定の目的や工程に特化したミシンなどを「工業用ミシン」や「産業用ミシン」などと呼び分けることも行われている。
なお、上述したミシンとは布をあわせる原理が根本的に異なり、縫い糸を使用せずに高周波電磁界による高熱で溶接するミシンは、高周波ミシンと呼ぶ。

### 動力源による分類
- 人力ミシン

人力を動力源とする方式。足踏み式や手回し式などがある。足踏み式ミシンとは、人の足先の上下反復運動を回転運動へと変換する仕組みのもので、踏板・ピットマン棒・ピットマンクランクなどの機構を持つミシンである。1960年代までは主流であった。その他にも、「ハンドミシン」といわれるステープラーのような形をした、片手で持って操作するような小型のミシンがある。
- 電動ミシン

電動機を動力源とする方式。近年の主流となっている。さらに制御方式による分類もある。電子回路制御によって速度調整と針位置一定を可能とした電子ミシン（電子速度制御ミシン）という。さらに、コンピュータ制御により縫い目の模様や幅、糸調子の自動調節を可能としたコンピューターミシンなどに大別されている。他方、単に動力が電動化されたのみであり特段の制御はしていないものを電動ミシンということがある。
- 足踏み式ミシンの例（シンガー社製）
- 足踏みミシン（1894年シンガー製）を使っているところの動画。
- 足踏みミシンから電動ミシンへの過渡期の方式の例。1956年のナショナル・ ミシンモーターの広告。足踏みミシンに後付けして電動にするためのもの。
- 電動ミシンの一例（シンガー製電動ミシンSinger Symphonie 300）

## 歴史
| アイザック・シンガー（左）および彼が1854年に特許を取得したモデル（右）。 |  | アイザック・シンガー（左）および彼が1854年に特許を取得したモデル（右）。 |
| アイザック・シンガー（左）および彼が1854年に特許を取得したモデル（右）。 |  |                                                                          |

1589年、イギリスで、ウイリアム・リーが編み機を発明する。
1755年、ドイツ出身でイギリスで活躍した医師ヴィーゼンタール（Charles Fredrick Wiesenthal）が、1790年、同じくイギリスのトマス・セイント（Thomas Saint）がそれぞれ別の仕組みのミシンを発明。ただし、どちらも量産はされなかった。
1810年、ドイツの靴職人クレムス（B. Krems）が針先端付近に針穴がついたミシン針を発明。近代ミシンの原理の基礎となる。
この後、フランスのバルテルミ・ティモニエ（Barthélemy Thimonnier）が1830年に特許をとったミシンが、軍服を縫う目的で1840年に80台生産されたが、失業を恐れた他の仕立て屋によって工場ごと焼き討ちにされたという有名なエピソードが伝わっている。
アメリカ人のウォルター・ハントは、現在のミシンとほぼ同じ構造の、ミシン針の先端に穴があいていてそこに上糸を通すしくみのミシンを1830年代はじめに発明したが、特許をとらなかったため、この後、複数の業者による特許紛争の原因になった。ハントとほぼ同じ構造のものが、ハントの発明の後に同じアメリカのエリアス・ハウによって特許がとられている。
1850年、アイザック・メリット・シンガーは現在とほぼ同じ構造のミシンを発明。翌年特許をとり、I. M. シンガー社（のちのシンガー社）をつくった。

### 日本のミシン史
1854年にペリーが2度目の来航をしたときに、将軍家にミシンを送ったというものがもっとも古い記録である。この後、1860年にはジョン万次郎がアメリカからミシンを持ち帰っている。ちなみに、日本で最初にミシンを扱ったのは、天璋院だといわれている。
ミシンが普及をはじめるのは明治期になってからである。初期は輸入のみで、修理などを通じて技術を取得した技術者によって、徐々に国内生産が開始された。最初の製造業者は、江戸時代までは大砲職人であった左口鉄造であるとされ、1881年に東京で開かれた第2回内国勧業博覧会に国産ミシン第1号として展示された。
日本のミシン製造の量産は、1921年に創業したパイン裁縫機械製作所（現・ジャノメ）によってはじめられた。このころ（大正時代）から、日本でもミシンの量産がはじまった。ただし、量・質ともに、シンガーなどの輸入品にはかなわなかった。

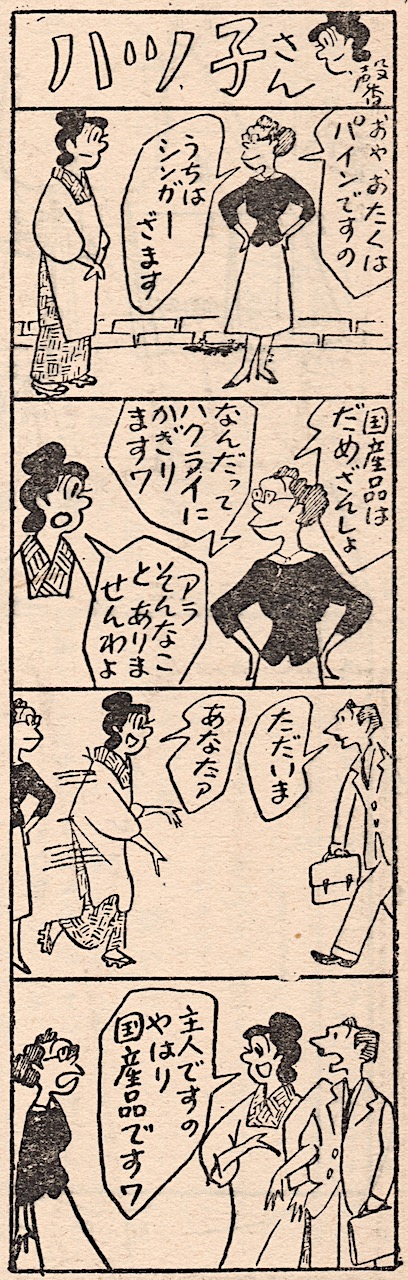
1953年当時の日本人の海外製と国産のミシンに対する意識が分かる4コマ漫画。『装苑』掲載。（秋好馨作品と思われる）

しかし、外国製品は故障が多く、加えて品質が安定していない点に、ミシンの修理で生計を立てていた安井正義、實一兄弟（ブラザー工業創始者）が着目。彼らは、性能の良い国産ミシンは売れると確信し、製造に着手した。1928年（昭和3年）に「麦藁帽子製造用環縫ミシン」を発表し、販売し始める。発表年に因んで「昭三式ミシン」と呼ばれ、全く壊れないと大評判となり注文が殺到し、安井兄弟のミシンは瞬く間に広がった。耐久性の秘密はその「造り」にあると云われ、針があたっても壊れないよう「糸受け」を硬く加工しながらも内部に柔らかさを残す為、「浸炭焼入れ技術」という独自の方法を採用した。
第二次世界大戦が始まると家庭用ミシンの製造は禁止され、戦時中、ミシンは軍用ミシンのみが製作されることになる。
1945年に終戦を迎えると、ミシンの需要は飛躍的に増大した。ミシン工業は、戦災焼失による復元と、洋裁の普及による内需の増大に支えられて急速に復旧し、軍需工場の転換などもあって、技術的にも高度のものとなった。繊維製品（既製服）が日本の輸出品になったことも大きかった。1947年、家庭用ミシンの規格が統一され、1948年から規格に基づいた製品の出荷が始まった。
また、国内販売分だけでなく、ミシンそのものも重要な日本の輸出品となり、船舶につぐ主要な機械輸出製品の地位を確保するに至った。ミシンの生産に対する輸出割合は、1950年（昭和25年）以降は概ね50％を越え、特に1954年（昭和29年）以降は70％以上となった。輸出はアメリカ合衆国向けが最も多く、輸出先は世界各国の半分程度を占めていた。ただし、特にアメリカ合衆国からダンピングの非難を受け、1956年（昭和31年）には輸出価格の大幅な引下げが行われ、輸出ミシン調整組合による輪出数量の調整を行わざるを得なくなった。輸出額は1950年の172億円から1955年には805億円に成長したが、1956年には384億円まで縮小した。
ミシンは工業用のほか、家庭用も多く作られた。その理由として、当時、既製の衣料品が非常に高価で（1965年頃、大卒初任給は2万円に届かなかったが、ワイシャツは1000円、靴下は250円であった）、測り売りした布と型紙を買ってきて（型紙は婦人雑誌の付録の常連だった）自宅でミシンで縫製するのが「常識」であったためで、実際、1955年の時点で女子の高校卒業者が32万人であったのに対して洋裁学校の生徒数が50万人で、洋裁のスキルと嫁入り道具としてのミシンは重宝された背景があった。家事の電化、機械化が普及する1970年代を過ぎるまで、日本の既婚女性の多くは家事に労力をとられて家庭外で就労する時間敵余裕を持たなかったため、ミシンを使った内職は副収入を得る手段ともなった。ただし、国内ミシンメーカーの家庭用ミシンの工場が、1970年あたりを境として中国や台湾などに移転し始め、現在は高級機種等を除き、国内では家庭用ミシンはほとんど製造されていない。さらに、近年、工業用ミシンも低コスト化やアパレル産業の海外への移管などもあって、海外製造にシフトし始め減少傾向にあるが、ミシンは精密機械であるため、高精度の金属加工技術が要求され、部品の多くは依然日本で製造されている面もある。
しかし、コストダウンのため海外（特に中国）で精密部品を生産することが主流である。
日本のミシン史関連の写真
- 1953年のパインミシンの広告
- 1953年のジューキミシンの広告
- 1956年のブラザーの編機とミシンの広告
- 1956年の蛇の目ミシンの広告
- 1952年のトヨタミシンの広告。「照明付」とある
- 1952年のリズムミシン（富士精密工業製）の広告
- 1954年の三菱ミシンの広告

## 足踏みミシン

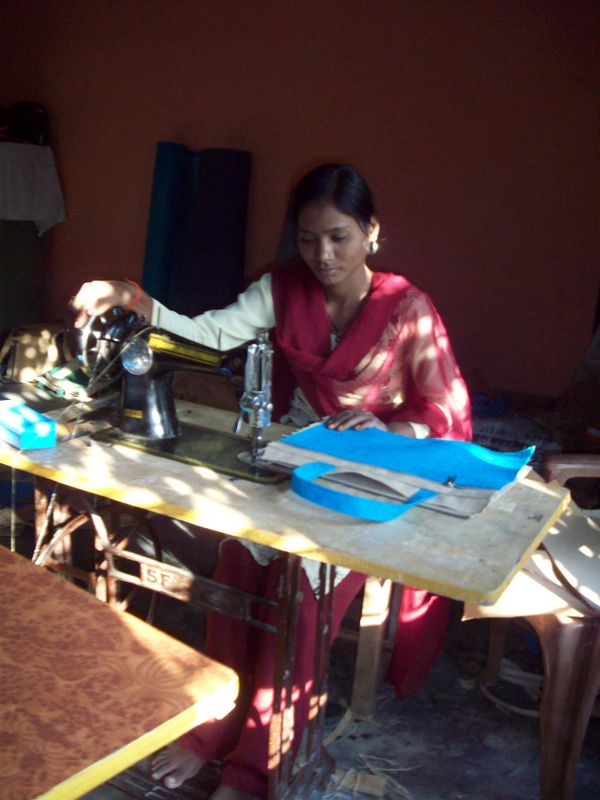
インドで足踏みミシンを使っているところ。発展途上国では足踏みミシンは今も重要な現役のマシンである。

足踏み式ミシンとは、人の足先の上下反復運動を回転運動へと変換する仕組みのもので、踏板・ピットマン棒・ピットマンクランクなどの機構を持つミシンである（フットスイッチでオン・オフする電動ミシンは足踏み式ミシンではない。）。1960年代までは足踏み式ミシンがミシンの主流であった。
電動式ミシンの登場によって次第に使われなくなっていったが、熟練者は足先の微妙な感覚でクランクの細かい角度、停止位置をコントロールし、針を望んだ位置で停められるため、好んで使われることはある。

## 家庭用ミシン
家庭の部屋に置け、現代のものは通常、電気を動力源としている。古くは足踏み式や手回し式のものが多く使われ、直線縫いしか出来なかった。電気式のものは足元のフットコントローラーあるいは手元のパネルを用いて調節しながら駆動する。
家庭用ミシンは直線縫いの他に、多種類の模様縫いやボタン穴かがり、刺繍などのできる機能もある。模様縫いは、かつては「カム交換式」であったが、現在は「カム内蔵式（ダイヤルで切り換え）」か「コンピューター式（ボタンで選択）」となっている。最近のものは、一般に持ち運びでき、水平釜で自動糸調子や自動糸切り機能を搭載しているものも多く、使い勝手を中心に改良されている。ミシンを使うハードルが下がってきて、誰でも簡単に使えるようになってきた。
縫い速度はそれほど速くない（最高約700〜1000針／分）。
- 家庭用ミシンのテーブル側（下側）の機構
- 店舗に並ぶ家庭用ミシンの例。
- 家庭用ミシンの例。液晶画面を備えた多機能のものの例。

## 職業用ミシン
仕立て屋やミシンの使用頻度の高い個人向けの直線縫い専用ミシン。工業用ほどは巨大ではなく、特に最近のポータブル型職業用ミシンは軽金属を用い、持ち運びも出来るようになった。家庭用で使われる2倍程度の速度（最高約1500針／分）で縫う事が出来、直線しか縫えないので構造が比較的簡単で、その分故障も発生しにくい。工業用ミシンほどではないが、各種業務にも使われるので高精度のミシン製造・金属加工技術が要求され、直線縫いだけにもかかわらず比較的高価である。また、豊富な工業用アタッチメントの一部や工業用ミシン針が利用出来る。ジーンズなどの厚物でも、家庭用ミシンより綺麗に縫製出来る。
過去にはジグザグミシンもあった。

## ハンドミシン
片手で布地を挟んで縫い合わせるミシン。小型で容易に持ち運びができる。

## （小型）ロックミシン
裁ち目かがり（布の裁断面を、ほつれないよう包み込むように縫う）専用のミシン。ロックとは布の端をロックする（閉じる）の意味。通常のミシンのような直線縫いはできず、布の端だけを縫うことができる。仕様によって、糸を2本、3本、4本、5本使うものがある。小型ロックミシンは職業用的に使われていたが、洋裁をする人を中心に普及しつつある。最近は、カットアンドソー (cut and sewn) といって、ニット地の縫合せにも用いられる。
家庭用ミシンと同じように樹脂部品が多くなり、難しいルーパー糸通しまで自動的にできる機種も出てきている。しかし、それ以外も含めて構造がかなり複雑になっている。便利さとメンテナンス性や耐久性とは、トレードオフの関係にある。
（小型）ロックミシンは、主にオーバーロック (overlock) 専用機を指すことが多いようであるが、カバーステッチ (coverstitch) 専用機もある。オーバーロックとカバーステッチの両方が可能な複合機もある。

## 工業用ミシン（産業用ミシン）
主に縫製（既製服）工場に備え付けられたもので、直線縫い、かがり縫い、ボタン付け用など用途ごとに専用ミシンがある。大型で重いために移動はきわめて困難である。各縫製工程を綺麗に便利に高速に縫うことが出来るように特化しているために、1台でただ1種類の動作しか行うことができない。高速対応性は、針熱対策や自動給油システムや太い軸径、適した釜方式等の多く要素によって支えられている。また、低速な工業用ミシンもある。工業用ミシンの具体的な種類には、直線縫い専用ミシン、ボタン穴かがり専用ミシン、刺繍専用ミシン、すくい縫いミシン、インターロックミシン、オーバーロックミシンなどがある。

## 主なミシン製造業者
日本
- JUKI - 工業用ミシンの世界シェア1位で、世界のアパレル工場で導入されるミシンの約3割はJUKI製。工業用・職業用ミシン・小型ロックミシンが得意。
- ブラザー工業 - ミシン生産額が世界2位。工業用と家庭用ミシンの両方が得意。こちらも世界のアパレル工場で使われ、JUKIに次ぐ存在。さらに各国の家庭でもよく知られている。
- ヤマトミシン製造 - YAMATOブランド。高品質、高機能な工業用環縫いミシンを開発・製造・販売。
- 森本製作所 - KANSAI SPECIALブランド。工業用特殊二重環縫ミシン世界シェア1位。
- ジャノメ - 主に“ジャノメミシン”ブランドで展開。家庭用ミシンが得意。
- babylock
  - ベビーロック（旧ジューキ） - ロックミシン（鈴木製作所製）と職業ミシン（蛇の目製OEM、ブラザー製OEM）を販売している会社。上記JUKIよりスピンアウト。その後ジューキからベビーロックに社名変更した。
  - 鈴木製作所 - 家庭用小型ロックミシン・ベビーロックを開発・製造しているメーカー。
- ジャガーインターナショナルコーポレーション - ジャガーミシンを販売。2001年には「世界初」を謳うゲームボーイカラーの刺繍用ソフト『マリオファミリー』を発売[注釈 2]。
- アイシン販売 - トヨタミシンを販売（製造はアイシン）
- ハッピージャパン - 家庭用ミシンを得意とする。元はジャノメの下請けだったが、1946年に自社製造のミシン「ハッピーミシン」の製造・販売を開始。1990年代にシンガーミシンのOEM生産を開始し、2000年以降は国内における販売元となった。2021年、20年ぶりに自社ブランドのミシンを発売。
- シンガー日鋼（現存せず） - 日本製鋼所により「パインミシン製造所」として設立。その後米シンガー社との合弁となりシンガーミシンのブランドで製造・販売を行っていたが、2000年に事業を停止し解散した。
- ペガサスミシングループ - ペガサスミシンを製造・販売している会社グループ。環縫いミシン専業で世界シェア1位。徳島・上板町にある子会社の美馬精機等でも製造を担当。
- リッカー販売（旧リッカーが倒産し、ダイエー(現在はイオン傘下)がスポンサーとなったが、ミシン製造からは撤退。現在はダイエーオーエムシー→オーエムシーカード→セディナ→SMBCファイナンスサービス→三井住友カードに吸収）
- 三菱電機（名菱テクニカ） - 工業用ミシン
- バルダン - 工業用自動刺繍ミシンのトップメーカー。
- セイコーミシン - 厚物用工業ミシンに特化したメーカー
- 株式会社TISM・タジマ工業 - 同じく工業用自動刺繍ミシンのトップメーカー。バルダンと世界市場を二分している。
- アックスヤマザキ
- コントロールミシン

その他
- シンガー (アメリカ） 1851年、世界で最初の実用ミシンを製造したメーカー。
- パフ (ドイツ） シンガーと並ぶ老舗ミシンメーカー。2013年に中国の上工申貝に買収された[10]。
- ベルニナ (スイス） 家庭用高級刺繍ミシンを得意とする。
- ハスクバーナ (スウェーデン） 家庭用高級キルティングミシンを得意とする。
- ゴールデンホイール (台湾） かつてJUKIが技術供与した工業用腕ミシン専業メーカー。

## ギャラリー
- JUKIのミシン
- アメリカ海軍で使われているSEIKOのミシン。
- 製靴用ミシン。靴のカカト部分に差し込んで使えるほどに、テーブル部分（下側の機構部分）が小さくて細長い。

- ロックミシンで縫った布端の例。布の端をハサミ状の機械で自動的に切断しつつ、糸が布端をまわりこむように縫い合わせる。
- セーリングボート（ヨット）のセイル（帆）を縫うためのミシン。この写真でも見える、木製テーブルの穴の部分に職人が入りこんで座りミシンを操作する。
- セイル用ミシンで縫ったセイルの端。

## 他
ミシンを使って縫った「縫い目の形」を「ミシン目」と呼ぶ。
また、紙などに空けた「切り取り用の破線状の孔」も同じような形をしていることから、「ミシン目」と一般に呼ばれるようになった。破線そのものを指して「ミシン目」と呼ぶ場合もあり、これらは短縮されて単に「ミシン」と呼ぶ場合がある。但し、切手や収入印紙などに施されたものは目打と呼ばれる。